# Societatea generală a artiștilor din România
Societatea generală a artiștilor din România a fost o organizație artistică care s-a înființat la inițiativa Ministerului Cultelor și Instrucțiunii Publice în data de 24 ianuarie 1908.

## Motivația înființării
După reprimarea răscoalelor țărănimii din anul 1907, autoritățile din România au decis să acorde o mai mare importanță mișcării artistice. Premisele pentru care au hotărât un astfel de demers și-au avut izvorul în dorința de a controla și a tutela orice manifestare sau inițiativă în această direcție. Astfel, oficialitățile sperau să diminueze până la anihilare a nemulțumiților, prin înlăturarea influențelor de tip socialist care se făceau simțite din ce în ce mai mult în rândul artiștilor.
Situația de insatisfacție a pictorilor și sculptorilor care aveau și funcții în administrația statului a generat o opoziție împotriva autorităților ce a devenit de notorietate publică. Statul nu mai organizase de multă vreme expoziții anuale și membri ai Casei Regale, elocventă fiind Principesa Maria, patronau evenimentele expoziționale ale Societății Tinerimea artistică, unde existau artiști ce nu aveau drepturi egale cu cele ale fondatorilor societății. Ca urmare, Ministerul Cultelor a sugerat înființarea unei asociații care să aibă în componența sa, toți artiștii plastici din România.

## Înființarea societății
Cu sprijinul Ministerului Cultelor, a multor arhitecți, pictori și sculptori profesori ai Școlii de Arte Frumoase și ai Școlii de Arhitectură din București s-au reunit în ziua de 24 ianuarie 1908 la Ateneul Român unde au organizat o întrunire cu caracter public și au proclamat înființarea Societății generale a artiștilor din România.
Cu prilejul întrunirii de la Ateneul Român au luat cuvântul Take Ionescu și Barbu Ștefănescu-Delavrancea care au vrut să asigure pe toți artiștii că demersul înființării, precum și asociația în sine, este o acțiune patronată de către minister. Cuvântul de deschidere l-a avut Spiru Haret ce era în acea vreme ministrul Ministerului Cultelor și Instrucțiunii Publice.
Ca urmare a dezbaterilor s-a ales comitetul de conducere ce era format din 21 de membri și care îl avea ca președinte pe Spiru Haret și ca președinte executiv pe Constantin C. Arion, fost ministru. Comitetul mai avea în structura sa, pe Costin Petrescu și Constantin Pascaly ca vicepreședinți, Aurel Vintilescu și Nicolae Grimani ca secretari, Filip Marin, Dimitrie Serafim, Gabriel Popescu, Dimitrie Paciurea, Constantin Aricescu, A. Basarab, Ion Țincu, Jean Neylies, Alexandru Satmari, arhitectul George Mandrea, arhitectul Toma Dobrescu, arhitectul Ștefan Burcuși, arhitectul Petre Antonescu ca membri consilieri și Carol Storck, casier.

Membri din Comitetul de conducere al societății
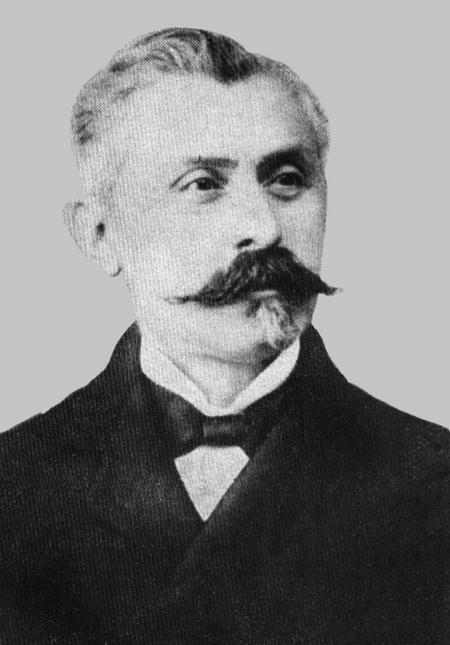
Spiru Haret
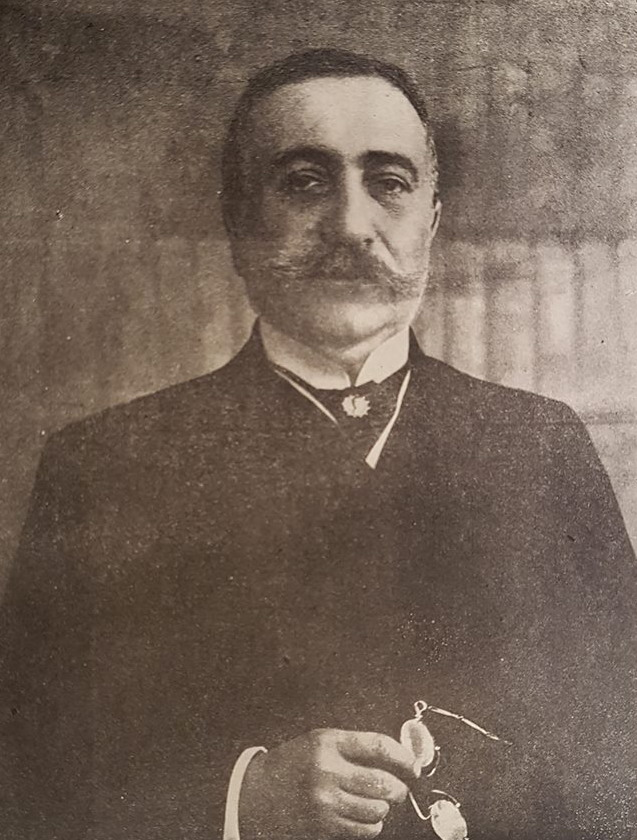
Constantin C. Arion
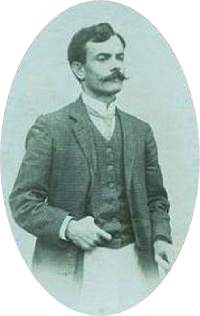
Gabriel Popescu
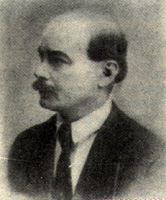
Dimitrie Paciurea
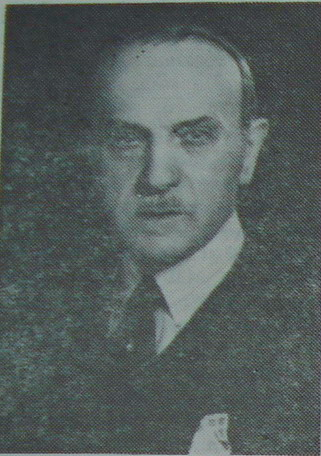
Petre Antonescu

Cei dornici de a se înscrie în noua societate trebuiau să se adreseze lui Constantin C. Arion, în strada Corăbiei nr. 9. Președinții și comitetul urma să ducă la îndeplinire programul, care își propunea acțiuni care existau și la alte socitetăți artistice de până atunci:
1. promovarea artelor frumoase;
2. apărarea drepturilor și intereselor artiștilor;
3. construirea unui sediu propriu și ajutorarea la nevoie a artiștilor.

Pentru punerea în practică a ultimelor două puncte, societatea trebuia să adune fonduri din organizarea de conferințe, loterii și serate literare și artistice. Pentru ca numărul membrilor să fie cât mai mare, societatea a fost constituită nu numai din artiști, ci și din simpantizanți și amatori de artă. Categoriile de membri erau structurate astfel:
1. membri fondatori;
2. membri asociați;
3. membri donatori;
4. membri corespondenți;
5. membri aderenți.

Exista totuși o deosebire față de acțiunile pe care mai toate organizațiile artistice le făceau prin deschiderea de expoziții proprii. Societatea generală a artiștilor din România, avea ca prim scop redeschiderea Expozițiilor anuale ale artiștilor în viață.

## Efecte în mișcarea artistică
Inițiativa societății privind resuscitarea Expozițiilor artiștilor în viață, dirijată și inițiată de autorități, s-a concretizat în mici modificări pe care ministerul le-a făcut la regulamentul de funcționare a juriilor Saloanelor oficiale care fusese propus de asociație. Din analiza modificărilor aduse se poate constata că practic, juriul Saloanelor organizate de către stat era la fel ca în trecut, obedient oficialității. Astfel, cei 12 membri ai juriilor erau:
1. un delegat din partea ministerului;
2. doi delegați de la Școala de Belle-Arte din București;
3. doi delegați de la Școala de Belle-Arte din Iași;
4. doi delegați de la Școala de arhitectură din București;
5. cinci membri aleși de către pictorii expozanți sau nu, dintre artiștii medaliați.

Se constată că 7 membri din cei 12, erau din partea autorităților în domeniu, adică majoritatea era deja constituită. Astfel, oficialii au aplanat nemulțumirile profesorilor de la Școlile de Belle-Arte.
Deschiderea Salonului oficial din anul 1909, recte Expoziția artiștilor în viață, după o perioadă de absență de șapte ani, a fost considerată un real succes al Societăți generale a artiștilor din România. S-a considerat așa, pentru că mulți membri din conducerea ei au fost membri ai juriului, li s-au achiziționat lucrări de către stat și au fost recompensați cu premii.

## Destrămarea societății
După scurt timp după închiderea Salonului oficial din anul 1909, Ministerul Cultelor și Instrucțiunii Publice a încetat să se mai ocupe de destinul societății nou înființate tot la sugestia lui. Ministerul a considerat că prin succesul repurtat cu expoziția din 1909, s-a realizat o reușită incontestabilă în reluarea tradiției anuale a vechilor Saloane oficiale și că o dată rezolvată problema, restul va merge de la sine.
Ca urmare, artiștii susținători ai artei oficiale care fuseseră nemulțumiți și care după Salonul din 1909 au intuit recompensele și onorurile la care aspirau la Saloanele oficiale, au început și ei în mod paradoxal să fie dezinteresați de activitatea asociației. Restul de artiști, membri ai societății, au părăsit-o, intenționând să intre ca membri la Societatea Tinerimea artistică sau să fie în grațiile oficialilor. Alții au plănuit înființarea unei noi societăți. Din cauza acestor frământări, existența societății a fost de foarte scurtă durată, singurul rol pe care l-a avut, a fost acela de a masca o acțiune ce s-a dorit a fi pornită din rândurile artiștilor plastici.